# Velika vas pri Krškem
Velika vas pri Krškem – wieś w Słowenii, w gminie Krško. W 2018 roku liczyła 278 mieszkańców.